# 日本大学口腔科学会
日本大学口腔科学会（にほんだいがくこうくうかがっかい、Nihon University Society of Oral Science;NUSOS）は、日本大学松戸歯学部の学術外郭団体。

## 概要
日本大学歯学部とともに日本大学歯学会にて学内の学会活動を行なってきた松戸歯学部が2001年4月に新たに設立した独自の学会。会員数1900名、現在の会長は牧村正治。

## 本部事務局
- 〒271-8587千葉県松戸市栄町西2-870-1 日本大学松戸歯学部内

## 学会誌
- 『日大口腔科学』年3回発刊 ISSN 0385-0145

## 学会賞
- 日本大学口腔科学会学術奨励賞

## 加盟団体
- 日本歯学系学会協議会